# Beussent
Beussent est une commune française située dans le département du Pas-de-Calais en région Hauts-de-France. Ses habitants sont appelés les Beussentois. La commune est membre de la communauté de communes du Haut Pays du Montreuillois.
Elle est principalement connue dans la région pour sa chocolaterie.

## Géographie

### Localisation
Beussent est une commune du Pas-de-Calais située, à vol d'oiseau, à 9 km au nord de la commune de Montreuil-sur-Mer (chef-lieu d'arrondissement) et à 11 km au nord-est de la commune d'Étaples. Il s'agit d'une commune arrière-littorale située à 15 km de la Manche et de ses plages.
Le territoire de la commune est limitrophe de ceux de huit communes.
Les communes limitrophes sont Parenty, Inxent, Montcavrel, Preures, Alette, Bernieulles, Bezinghem, Enquin-sur-Baillons et Hubersent.

### Géologie et relief
La superficie de la commune est de 15,93 km2 ; son altitude varie de 26  à   151 mètres.

### Hydrographie
Le territoire de la commune est situé dans le bassin Artois-Picardie.
La commune est traversée par dix cours d'eau :
- la Course, d'une longueur de 24,72 km, affluent droit du fleuve côtier la Canche. La Course prend sa source dans la commune de Doudeauville et se jette dans La Canche au niveau de la commune d'Attin[4] ;
- le Baillons, d'une longueur de 9,57 km, qui prend sa source dans la commune d'Hucqueliers et se jette dans la Course au niveau de la commune[5] ;
- la rivière des fontaines, d'une longueur de 3,32 km, qui prend sa source dans la commune et se jette dans la Course dans la commune de Recques-sur-Course[6] ;
- le Beussent, d'une longueur de 2,95 km, qui prend sa source dans la commune de Bernieulles et se jette dans la Course dans la commune d'Inxent[7] ;
- la rivière la course, d'une longueur de 1,35 km[8] ;
- le Fernehem, d'une longueur de 1,31 km[9] ;
- le Moulin d'Oecuphen, d'une longueur de 1,16 km[10] ;
- la Pisciculture de Beussent, d'une longueur de 0,62 km[11] ;
- la rivière la course2, d'une longueur de 0,62 km[12] ;
- les Sources de M. Chevalier, d'une longueur de 0,5 km[13] ;

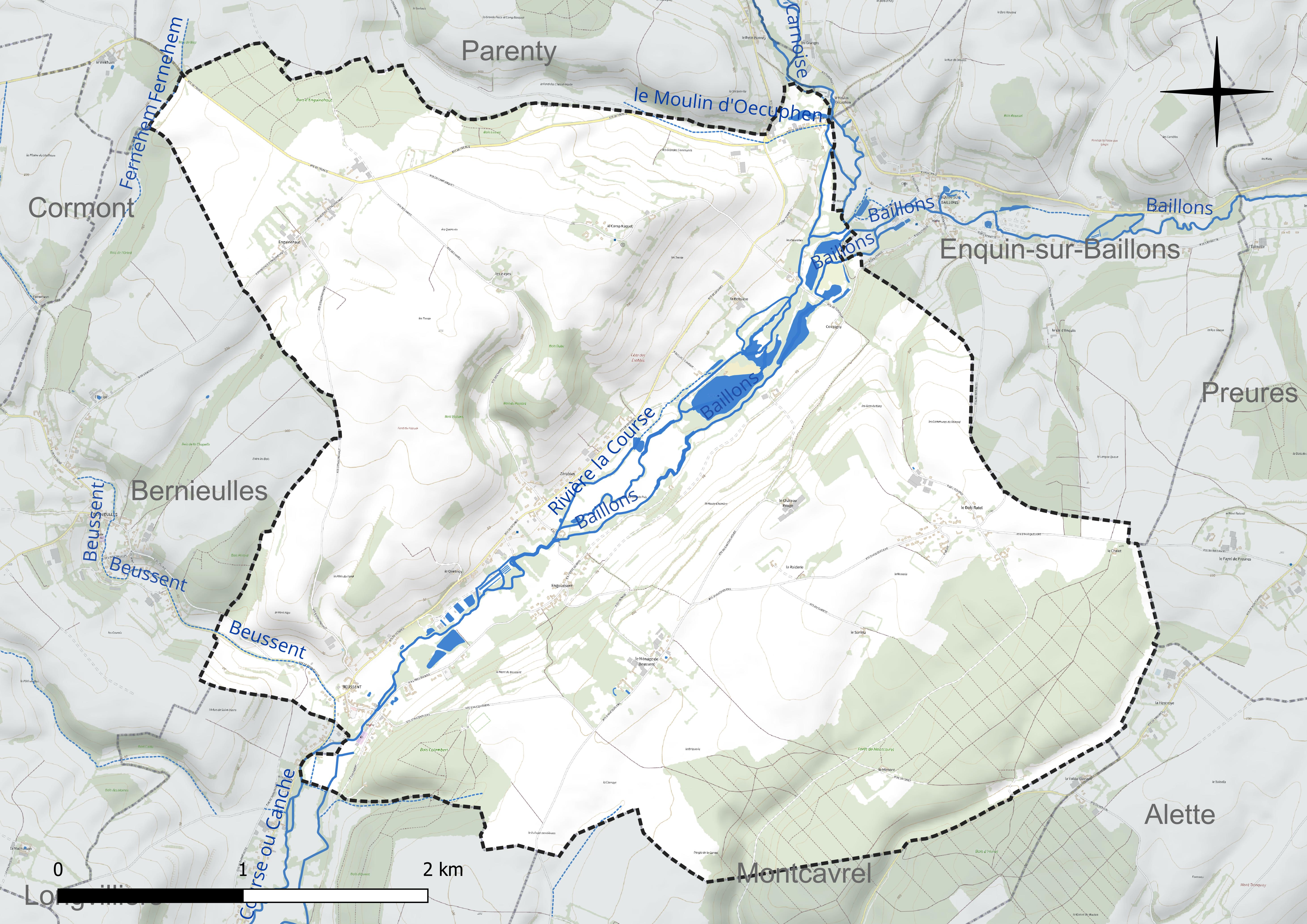
Réseau hydrographique de Beussent.

### Climat
Pour des articles plus généraux, voir Climat des Hauts-de-France et Climat du Pas-de-Calais.
En 2010, le climat de la commune est de type climat océanique franc, selon une étude du CNRS s'appuyant sur une série de données couvrant la période 1971-2000. En 2020, Météo-France publie une typologie des climats de la France métropolitaine dans laquelle la commune est exposée à un climat océanique et est dans la région climatique Côtes de la Manche orientale, caractérisée par un faible ensoleillement (1 550 h/an) ; forte humidité de l’air (plus de 20 h/jour avec humidité relative > 80 % en hiver), vents forts fréquents.
Pour la période 1971-2000, la température annuelle moyenne est de 10,2 °C, avec une amplitude thermique annuelle de 12,8 °C. Le cumul annuel moyen de précipitations est de 981 mm, avec 13,1 jours de précipitations en janvier et 8,4 jours en juillet. Pour la période 1991-2020, la température moyenne annuelle observée sur la station météorologique la plus proche, située sur la commune du Touquet-Paris-Plage à 14 km à vol d'oiseau, est de 11,2 °C et le cumul annuel moyen de précipitations est de 888,8 mm,. Pour l'avenir, les paramètres climatiques de la commune estimés pour 2050 selon différents scénarios d'émission de gaz à effet de serre sont consultables sur un site dédié publié par Météo-France en novembre 2022.

### Paysages
Pour un article plus général, voir Paysage en France.
La commune s'inscrit dans les « paysages montreuillois » tels qu'ils sont définis dans l'atlas de paysages de la région Nord-Pas-de-Calais, conçu par la direction régionale de l'Environnement, de l'Aménagement et du Logement (DREAL),.
Les « paysages montreuillois », qui concernent 98 communes, se délimitent : à l'ouest par des falaises qui, avec le recul de la mer, ont donné naissance aux bas-champs ourlées de dunes ; au nord par la boutonnière du Boulonnais ; au sud par le vaste plateau formé par la vallée de l'Authie, et à l'est par les paysages du Ternois et du Haut-Artois. Les « paysages montreuillois », avec, dans leur axe central, la vallée de la Canche et ses nombreux affluents comme la Course, la Créquoise, la Planquette…, offrent une alternance de vallées et de plateaux, appelés « ondulations montreuilloises ». Dans ces paysages, et plus particulièrement sur les plateaux, on cultive la betterave sucrière, le blé et le maïs et les plateaux entre la Ternoise et la Créquoise sont couverts de vastes massifs forestiers comme la forêt d'Hesdin-la-Forêt, les bois de Fressin, Sains-lès-Fressin, Créquy….

### Milieux naturels et biodiversité

#### Zones naturelles d'intérêt écologique, faunistique et floristique
L’inventaire des zones naturelles d'intérêt écologique, faunistique et floristique (ZNIEFF) a pour objectif de réaliser une couverture des zones les plus intéressantes sur le plan écologique, essentiellement dans la perspective d’améliorer la connaissance du patrimoine naturel national et de fournir aux différents décideurs un outil d’aide à la prise en compte de l’environnement dans l’aménagement du territoire.
Le territoire communal comprend deux ZNIEFF de type 1 :
- la vallée de la Course à l'aval d'Enquin-sous-Baillon. Le périmètre de la ZNIEFF présente un réseau hydrographique complexe associant plusieurs cours d’eau (Course, Bimoise, Baillons, rivière des Fontaines…) et de nombreuses sources, ainsi que des plans d’eau d’origine artificielle (ballastières, cressonnières, piscicultures, mares de chasse)[22] ;
- la forêt et pelouse de Montcavrel. C'est l’un des rares grands massifs forestiers du Montreuillois. Il se situe dans le haut Pays d’Artois, dans un secteur de plateau densément disséqué par un réseau de vallées pérennes et de vallées sèches, à la charnière de trois bassins versants : la Baillonne au nord, la Course à l’ouest et la Bimoise au sud/sud-est[23].

Et une ZNIEFF de type 2 : la vallée de la Course. Elle se situe dans le pays de Montreuil et plus précisément dans l’entité paysagère des ondulations montreuilloises.

Carte des ZNIEFF de type 1 et 2 sur la commune
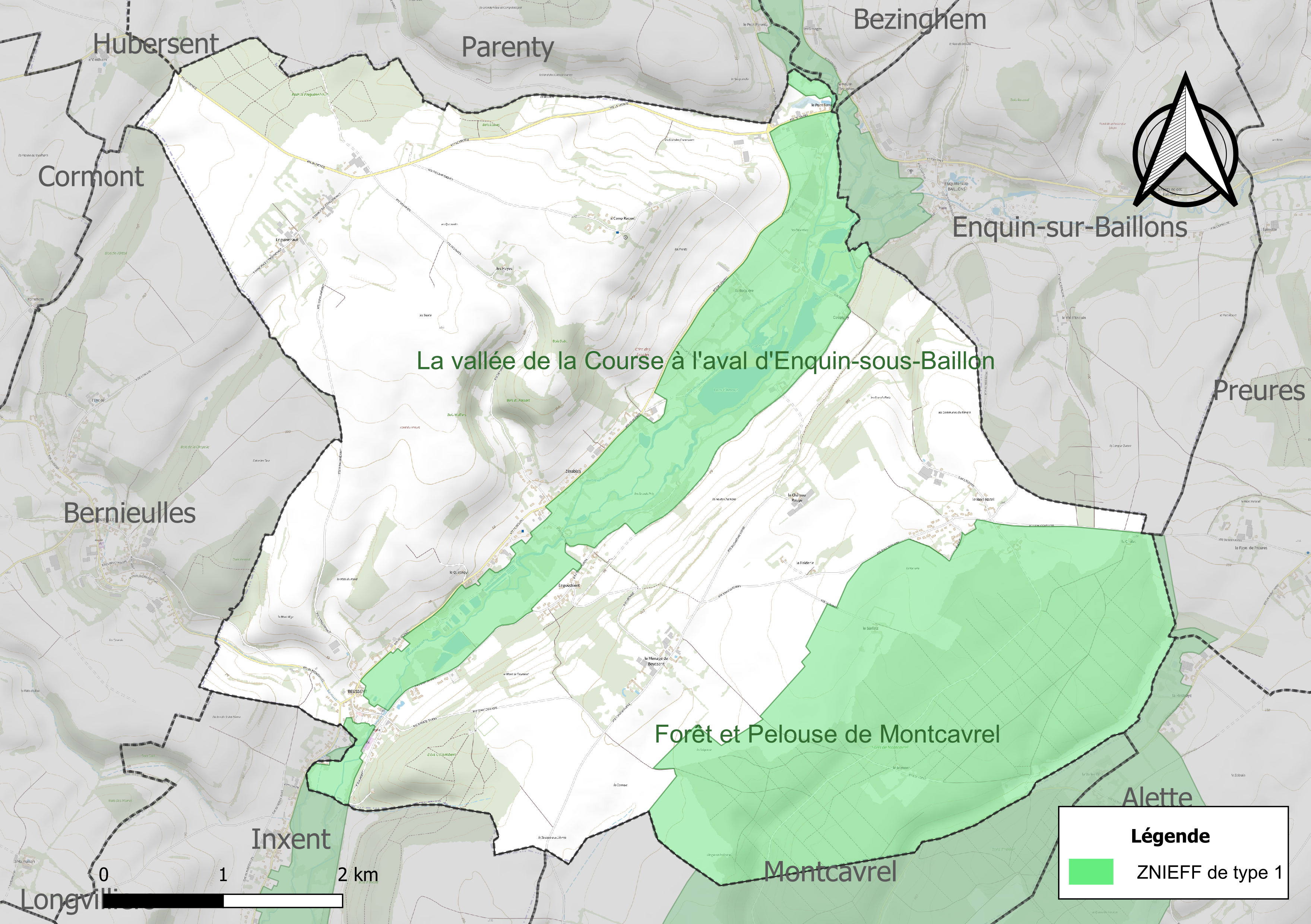
Carte des ZNIEFF de type 1 sur la commune.
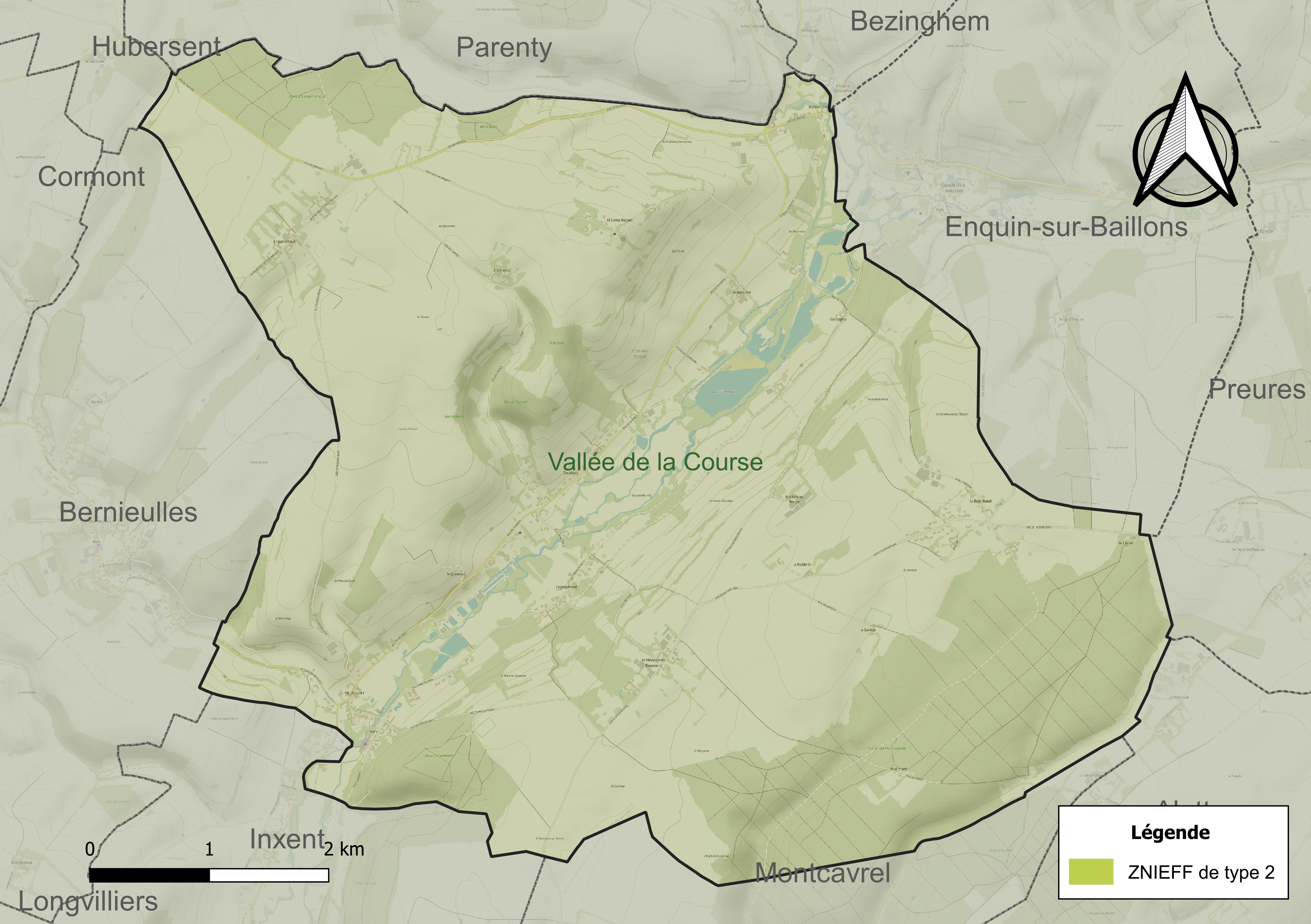
Carte de la ZNIEFF de type 2 sur la commune.

## Urbanisme

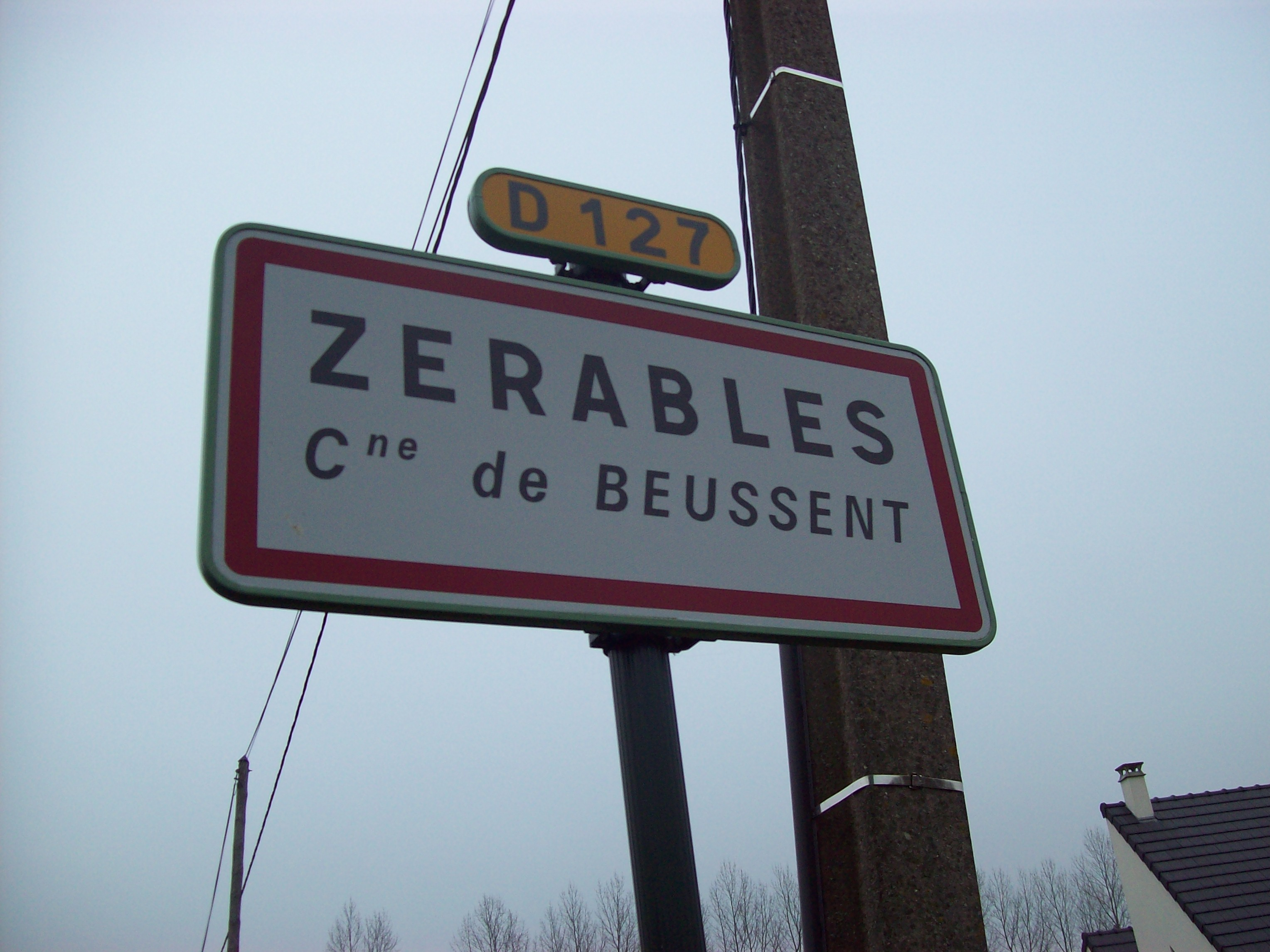
Panneau d'entrée du hameau de Zérables.

### Typologie
Au 1er janvier 2024, Beussent est catégorisée commune rurale à habitat dispersé, selon la nouvelle grille communale de densité à sept niveaux définie par l'Insee en 2022.
Elle est située hors unité urbaine et hors attraction des villes,.

### Occupation des sols
L'occupation des sols de la commune, telle qu'elle ressort de la base de données européenne d’occupation biophysique des sols Corine Land Cover (CLC), est marquée par l'importance des territoires agricoles (77,3 % en 2018), une proportion identique à celle de 1990 (77,3 %). La répartition détaillée en 2018 est la suivante : 
terres arables (41,3 %), prairies (35,6 %), forêts (19,8 %), eaux continentales (1,8 %), zones urbanisées (1,1 %), zones agricoles hétérogènes (0,4 %). L'évolution de l’occupation des sols de la commune et de ses infrastructures peut être observée sur les différentes représentations cartographiques du territoire : la carte de Cassini (XVIIIe siècle), la carte d'état-major (1820-1866) et les cartes ou photos aériennes de l'IGN pour la période actuelle (1950 à aujourd'hui).

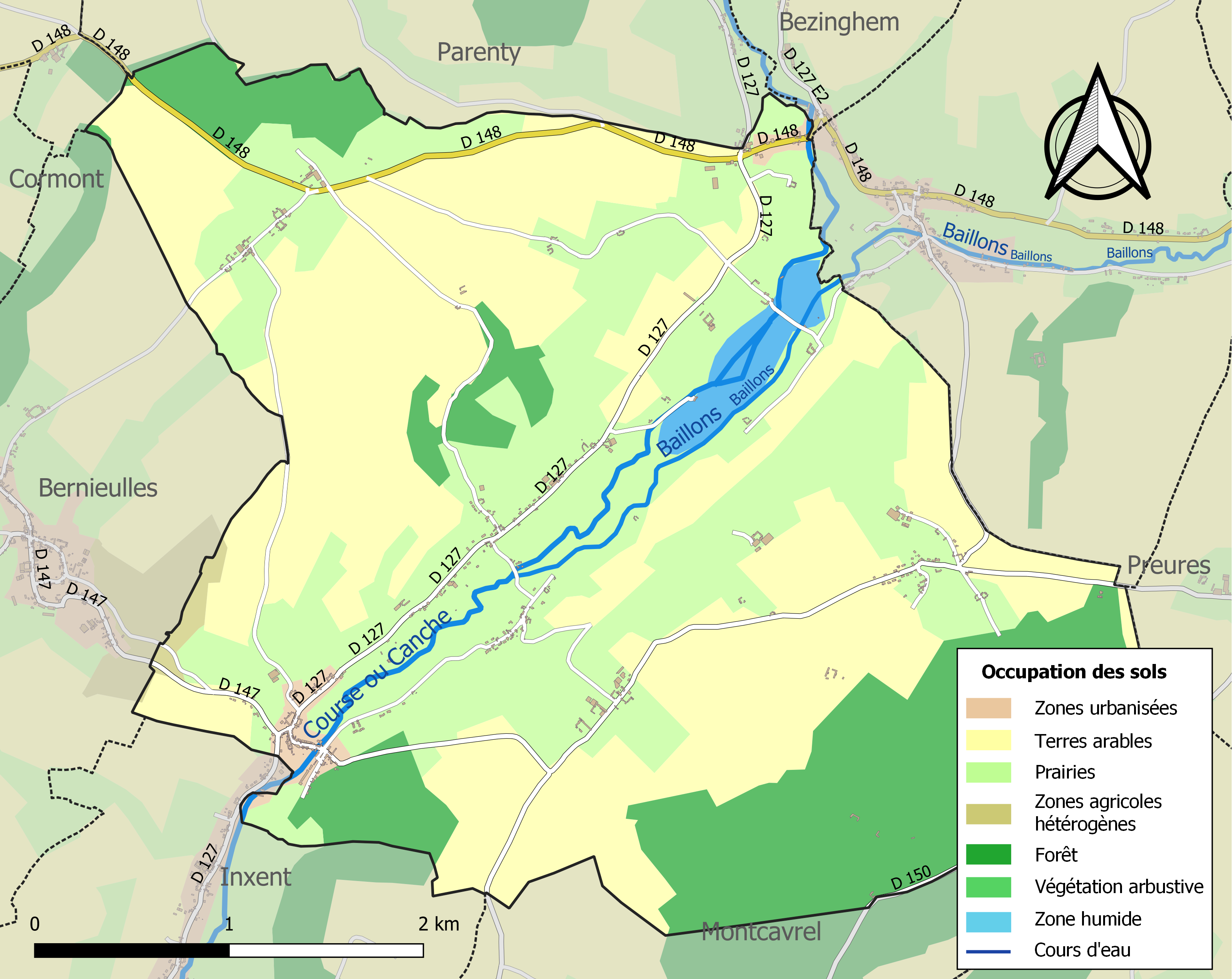
Carte des infrastructures et de l'occupation des sols de la commune en 2018 (CLC).

### Voies de communication et transports

#### Voies de communication
La commune est desservie par les routes départementales D 127 et D 147 et est proche (3 km), de la D 901, reliant Boulogne-sur-Mer et Montreuil. Elle se situe à 15 km de la sortie no 26 de l'autoroute A16 reliant la région parisienne à la frontière avec la Belgique,.

#### Transport ferroviaire
La commune se trouve à 10 km de la gare de Montreuil, située sur la ligne de Saint-Pol-sur-Ternoise à Étaples, desservie par des trains TER Hauts-de-France.
La commune était située sur la ligne de chemin de fer Aire-sur-la-Lys - Berck-Plage, une ancienne ligne de chemin de fer qui reliait dans le département du Pas de Calais, entre 1893 et 1955, Aire-sur-la-Lys à Berck.

### Risques naturels et technologiques

#### Risque inondation
À la suite du passage des tempêtes Ciarán, Domingos et Elisa et des inondations et coulées de boue qui se sont produites, la commune est reconnue, par arrêté du 14 novembre 2023, en état de catastrophe naturelle pour inondations et coulées de boue sur la période du 2 au 12 novembre 2023, comme 179 autres communes du département.

## Toponymie
Le nom de la localité est attesté sous les formes Bulcent et Bolcent (1112), Boegesent (1338), Beugecent (XIVe siècle), Bongescent (1405), Burgus sanguinum (1435), Bucquessem (XVe siècle), Boegessent (v. 1512), Beussen (1515-1550), Bucquesen (1554), Beughessent (1559), Beusseng (1725), Beussant (1730) et Beussent depuis 1743.
Les formes les plus anciennes semblent différentes de celles des autres toponymes des environs terminés par -sent. Ernest Nègre voit dans le nom de Beussent, l'anthroponyme féminin germanique Bellisindis pris absolument. Maurits Gysseling n'a pas étudié Beussent, mais il considère que tous les autres toponymes des environs terminés par -(s)ent résultent d'une romanisation de l'appellatif germanique *haim > vieux néerlandais et vieux saxon hēm « habitation, foyer », précédé d’un anthroponyme (voir Tubersent; Hubersent; Bréxent-Énocq; Inxent; etc.), les deux toponymes en -[s]ent les plus anciennement attestés, Hubersent et Tubersent, ont effectivement des formes primitives en -hem.

## Histoire
Engoudsent, sur le territoire actuel de Beussent, est autrefois l'une des douze baronnies du comté de Boulogne.
La commune est desservie par le chemin de fer Aire-sur-la-Lys - Berck-Plage, du 30 juillet 1893 au 1er mars 1955.

## Politique et administration

### Découpage territorial
La commune se trouve dans l'arrondissement de Montreuil du département du Pas-de-Calais depuis 1801.

#### Commune et intercommunalités
La commune est membre de la communauté de communes du Haut Pays du Montreuillois.

#### Circonscriptions administratives
La commune était rattachée au canton de Neucqueliers en 1793, puis au canton de Hucqueliers de 1801 jusqu'au redécoupage cantonal de 2014 et depuis 2015, au canton de Lumbres.

#### Circonscriptions électorales
Pour l'élection des députés, la commune fait partie de la quatrième circonscription du Pas-de-Calais.

### Élections municipales et communautaires

#### Liste des maires
| Période                                  | Période                    | Identité         | Étiquette | Qualité                                              |
| ---------------------------------------- | -------------------------- | ---------------- | --------- | ---------------------------------------------------- |
| Les données manquantes sont à compléter. |                            |                  |           |                                                      |
| 1995                                     | mai 2020                   | Philippe Piquet  |           | Agriculteur retraité Réélu pour le mandat 2014-2020, |
| mai 2020                                 | En cours (au 18 juin 2022) | Samuel Guerville |           | Formateur BTP,                                       |

## Équipements et services publics

### Justice, sécurité, secours et défense
La commune dépend du tribunal de proximité de Montreuil, du conseil de prud'hommes de Boulogne-sur-Mer, du tribunal judiciaire de Boulogne-sur-Mer, de la cour d'appel de Douai, du tribunal de commerce de Boulogne-sur-Mer, du tribunal administratif de Lille, de la cour administrative d'appel de Douai et du tribunal pour enfants de Boulogne-sur-Mer.

## Population et société

### Démographie
Les habitants de la commune sont appelés les Beussentois.

#### Évolution démographique
L'évolution du nombre d'habitants est connue à travers les recensements de la population effectués dans la commune depuis 1793. Pour les communes de moins de 10 000 habitants, une enquête de recensement portant sur toute la population est réalisée tous les cinq ans, les populations de référence des années intermédiaires étant quant à elles estimées par interpolation ou extrapolation. Pour la commune, le premier recensement exhaustif entrant dans le cadre du nouveau dispositif a été réalisé en 2004.

En 2022, la commune comptait 551 habitants, en évolution de −0,18 % par rapport à 2016 (Pas-de-Calais : −0,72 %, France hors Mayotte : +2,11 %).
| 1793 | 1800 | 1806 | 1821 | 1831 | 1836 | 1841 | 1846 | 1851 |
| ---- | ---- | ---- | ---- | ---- | ---- | ---- | ---- | ---- |
| 679  | 648  | 715  | 720  | 724  | 750  | 747  | 724  | 700  |

| 1856 | 1861 | 1866 | 1872 | 1876 | 1881 | 1886 | 1891 | 1896 |
| ---- | ---- | ---- | ---- | ---- | ---- | ---- | ---- | ---- |
| 660  | 671  | 675  | 669  | 667  | 600  | 654  | 691  | 659  |

| 1901 | 1906 | 1911 | 1921 | 1926 | 1931 | 1936 | 1946 | 1954 |
| ---- | ---- | ---- | ---- | ---- | ---- | ---- | ---- | ---- |
| 615  | 612  | 603  | 564  | 597  | 557  | 564  | 550  | 507  |

| 1962 | 1968 | 1975 | 1982 | 1990 | 1999 | 2004 | 2006 | 2009 |
| ---- | ---- | ---- | ---- | ---- | ---- | ---- | ---- | ---- |
| 493  | 455  | 421  | 413  | 450  | 411  | 441  | 469  | 500  |

| 2014 | 2019 | 2022 | - | - | - | - | - | - |
| ---- | ---- | ---- | - | - | - | - | - | - |
| 547  | 539  | 551  | - | - | - | - | - | - |

#### Pyramide des âges
En 2018, le taux de personnes d'un âge inférieur à 30 ans s'élève à 35,2 %, soit en dessous de la moyenne départementale (36,7 %). À l'inverse, le taux de personnes d'âge supérieur à 60 ans est de 25,2 % la même année, alors qu'il est de 24,9 % au niveau départemental.
En 2018, la commune comptait 273 hommes pour 270 femmes, soit un taux de 50,28 % d'hommes, légèrement supérieur au taux départemental (48,5 %).
Les pyramides des âges de la commune et du département s'établissent comme suit.
| Hommes | Classe d’âge | Femmes |
| ------ | ------------ | ------ |
| 1,5    | 90 ou +      | 1,9    |
| 4,1    | 75-89 ans    | 7,8    |
| 18,5   | 60-74 ans    | 16,8   |
| 18,8   | 45-59 ans    | 14,9   |
| 20,7   | 30-44 ans    | 24,6   |
| 12,9   | 15-29 ans    | 11,6   |
| 23,6   | 0-14 ans     | 22,4   |

| Hommes | Classe d’âge | Femmes |
| ------ | ------------ | ------ |
| 0,5    | 90 ou +      | 1,6    |
| 5,6    | 75-89 ans    | 8,9    |
| 16,7   | 60-74 ans    | 18,1   |
| 20,2   | 45-59 ans    | 19,2   |
| 18,9   | 30-44 ans    | 18,1   |
| 18,2   | 15-29 ans    | 16,2   |
| 19,9   | 0-14 ans     | 17,9   |

### Manifestations culturelles et festivités
La balade gourmande de la vallée de la Course est organisée, depuis 2018, le lundi de Pâques, avec les comités des fêtes d’Enquin-sur-Baillons et de Bezinghem, de la carabine beussentoise et du foyer rural de Preures. Cette balade pédestre, qui a déjà regroupé 1 000 participants, consiste en une boucle balisée de 12 km, au cœur des paysages de ces communes, entrecoupée de pauses gastronomiques avec des produits locaux.
La commune participe à la manifestation « Les étincelles de la vallée de la Course », qui se déroule chaque année à la mi-août dans quinze villages de la vallée et où les visiteurs découvrent les illuminations et les animations de la vallée,.

## Culture locale et patrimoine

### Lieux et monuments

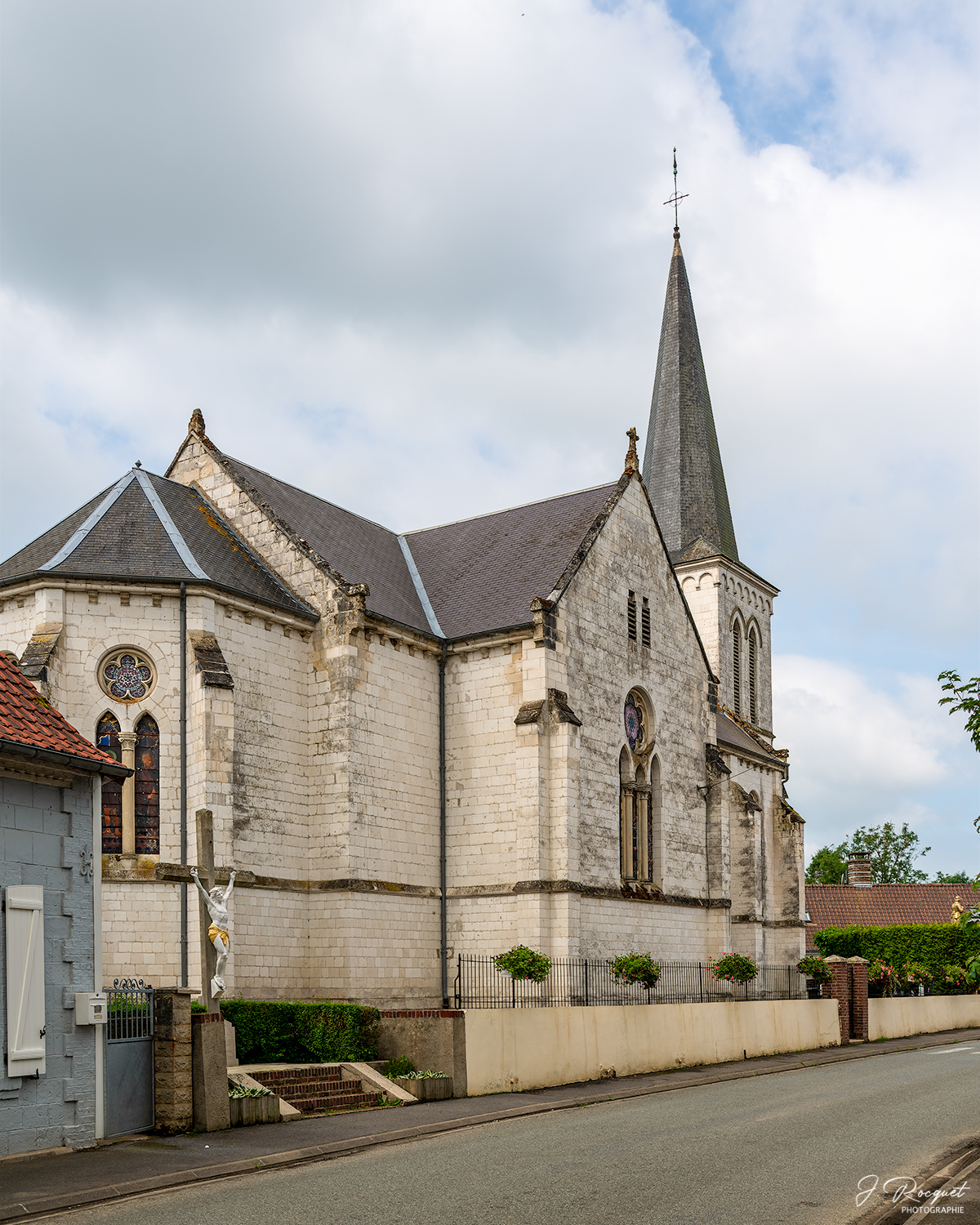
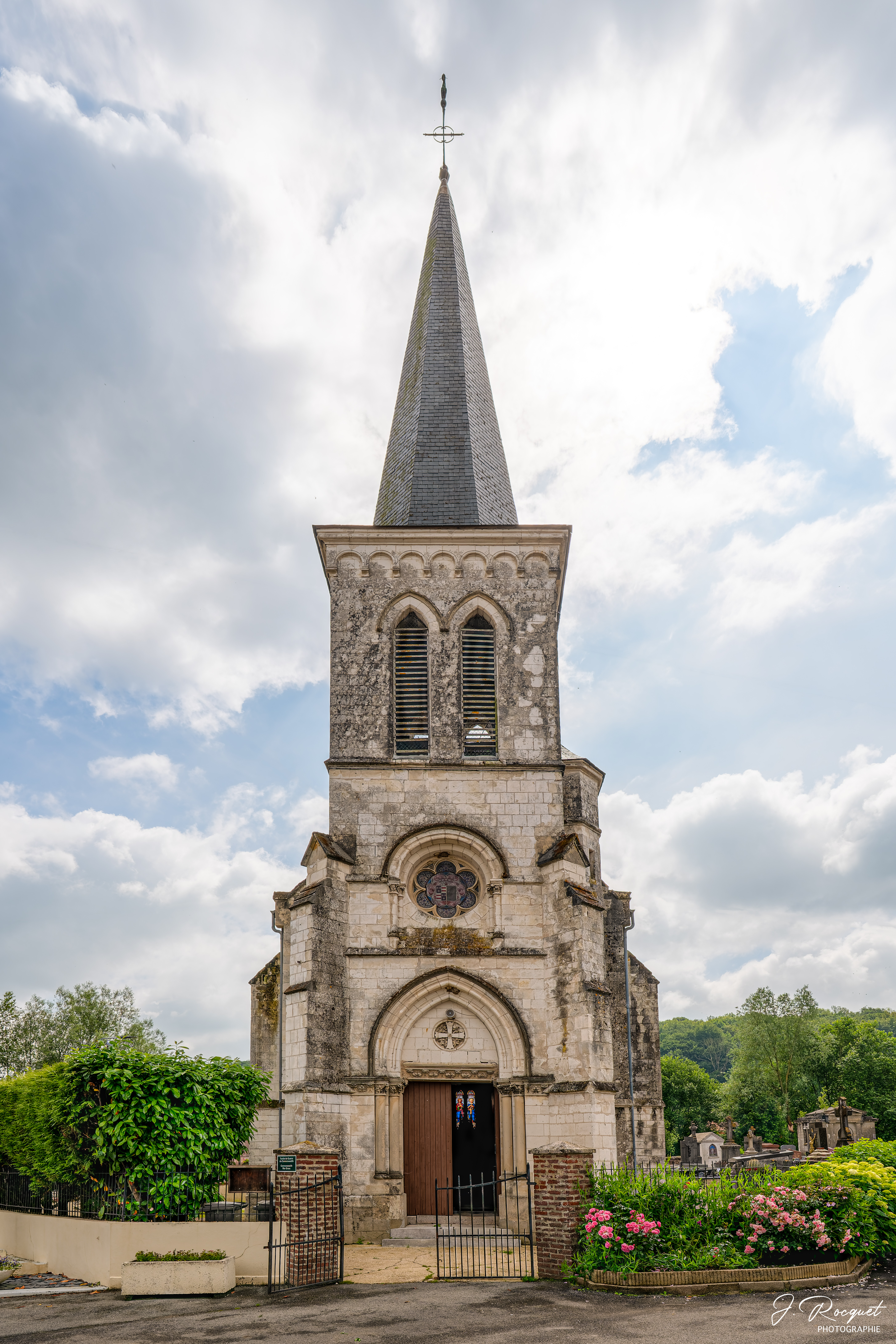
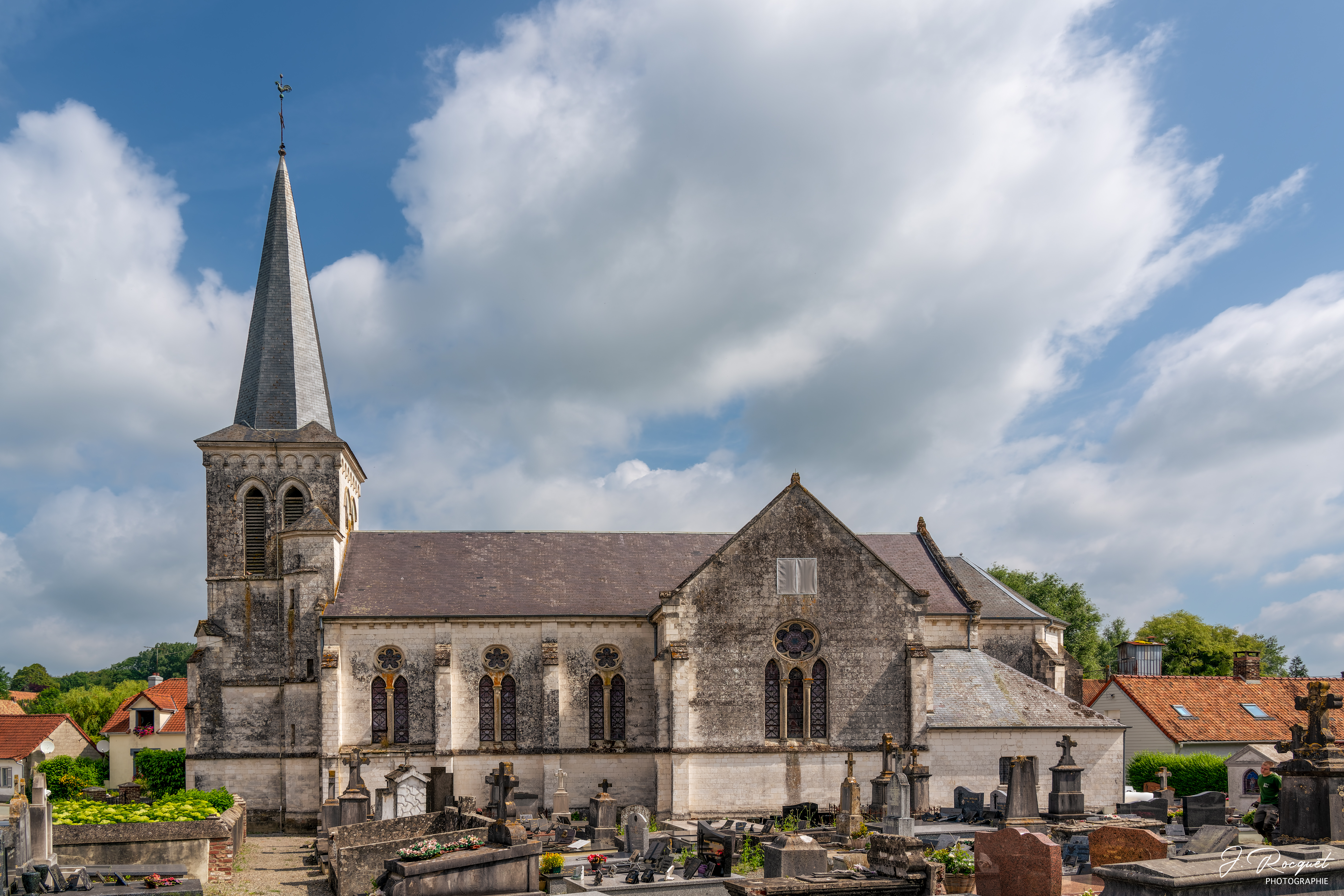
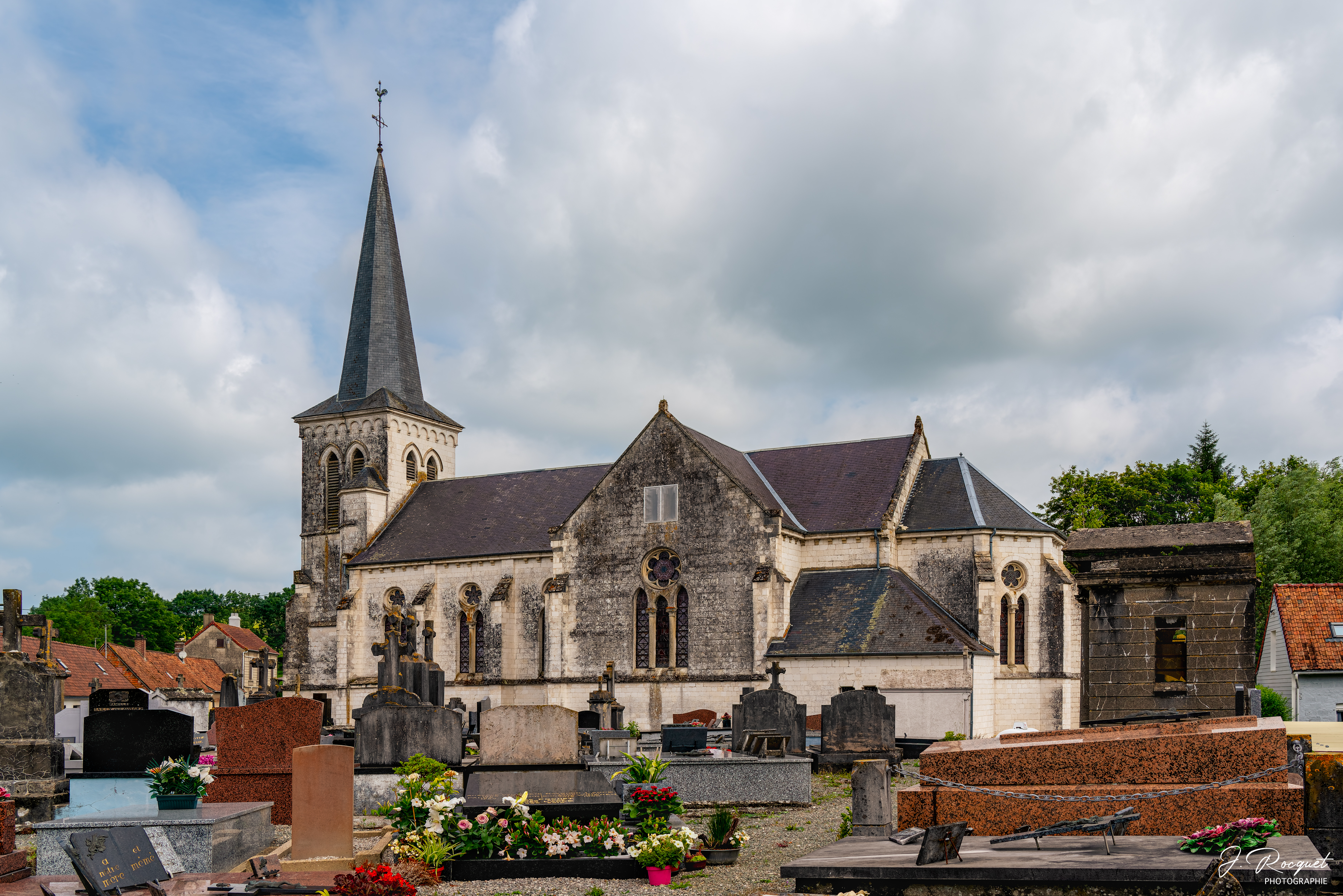

- L'église Saint-Omer.

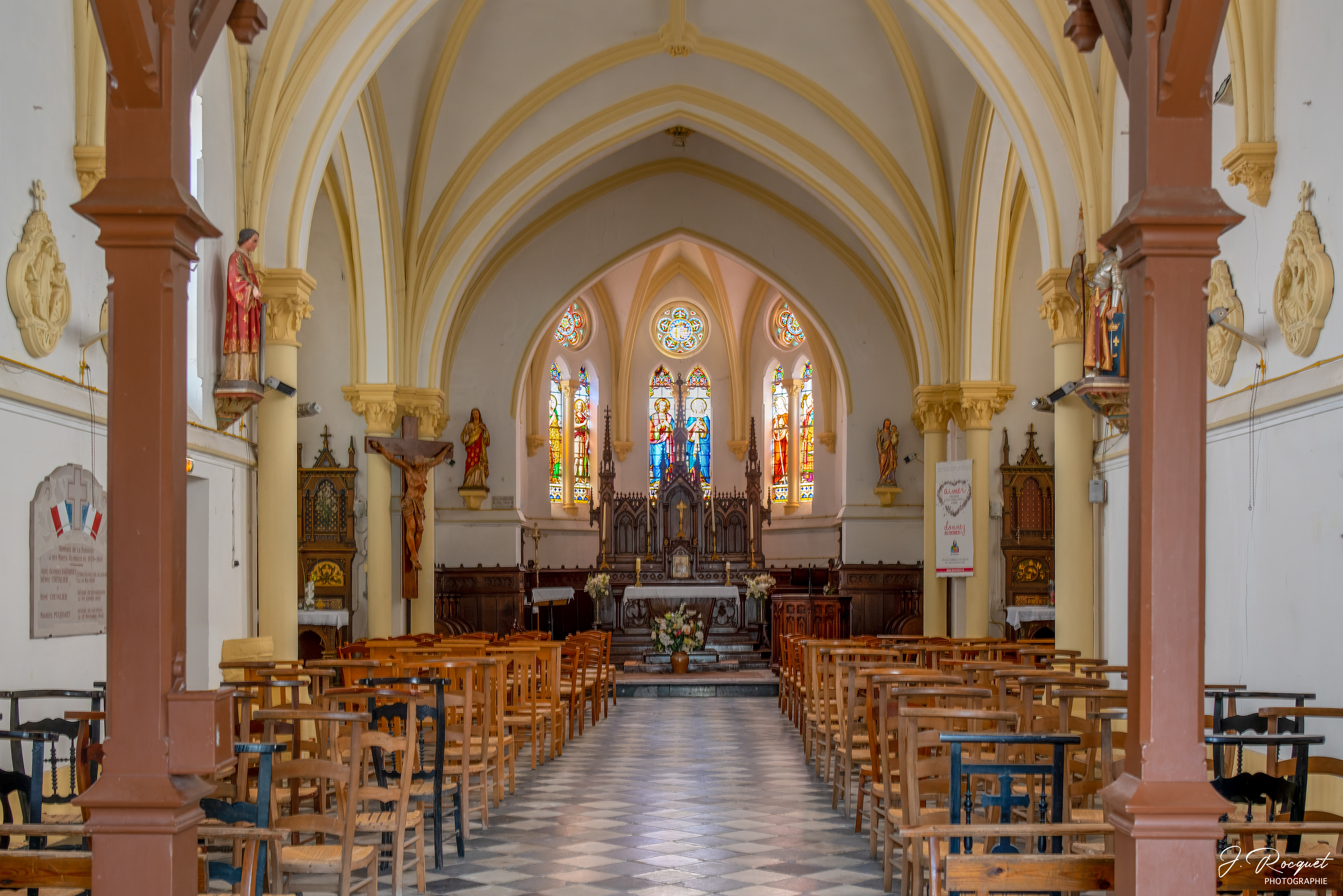
La nef et le chœur.
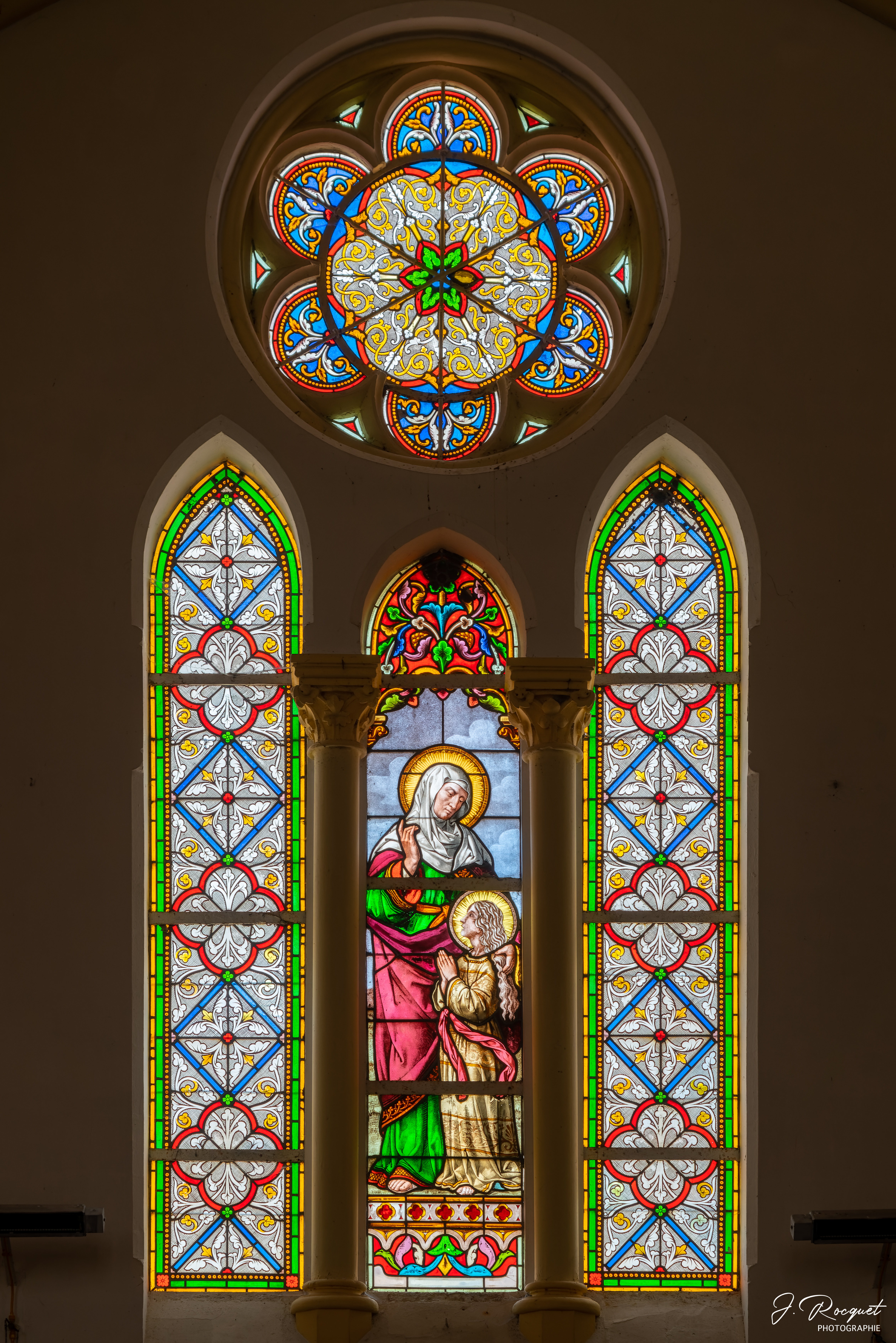
Un des vitraux.

- L'ancienne gare de Beussent, reconvertie en mairie et agence postale.
- la chocolaterie de Beussent.
- Le monument aux morts[52].
- Les moulins de Beussent et de Zérable sur la Course[53].

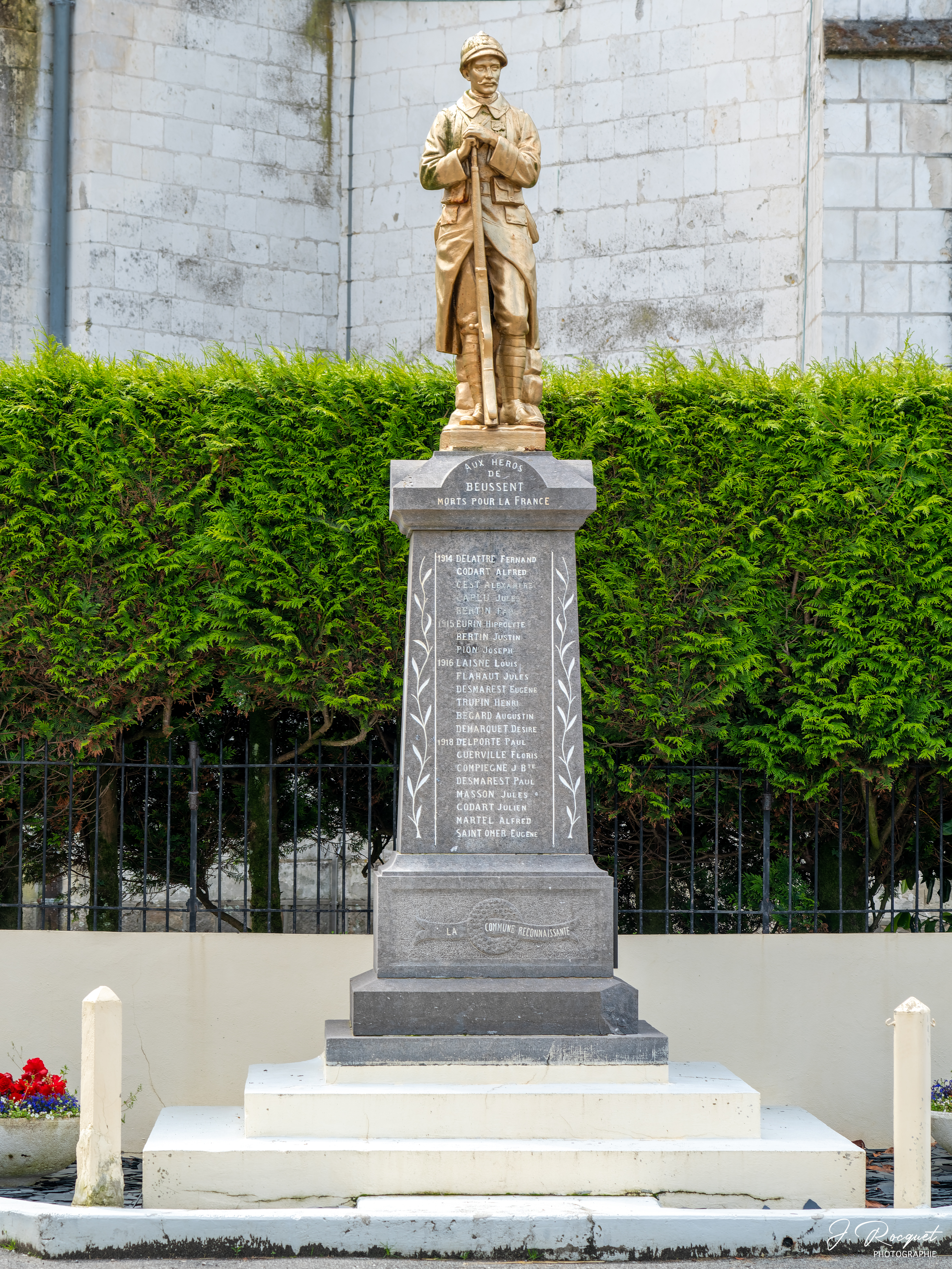
Le monument aux morts.
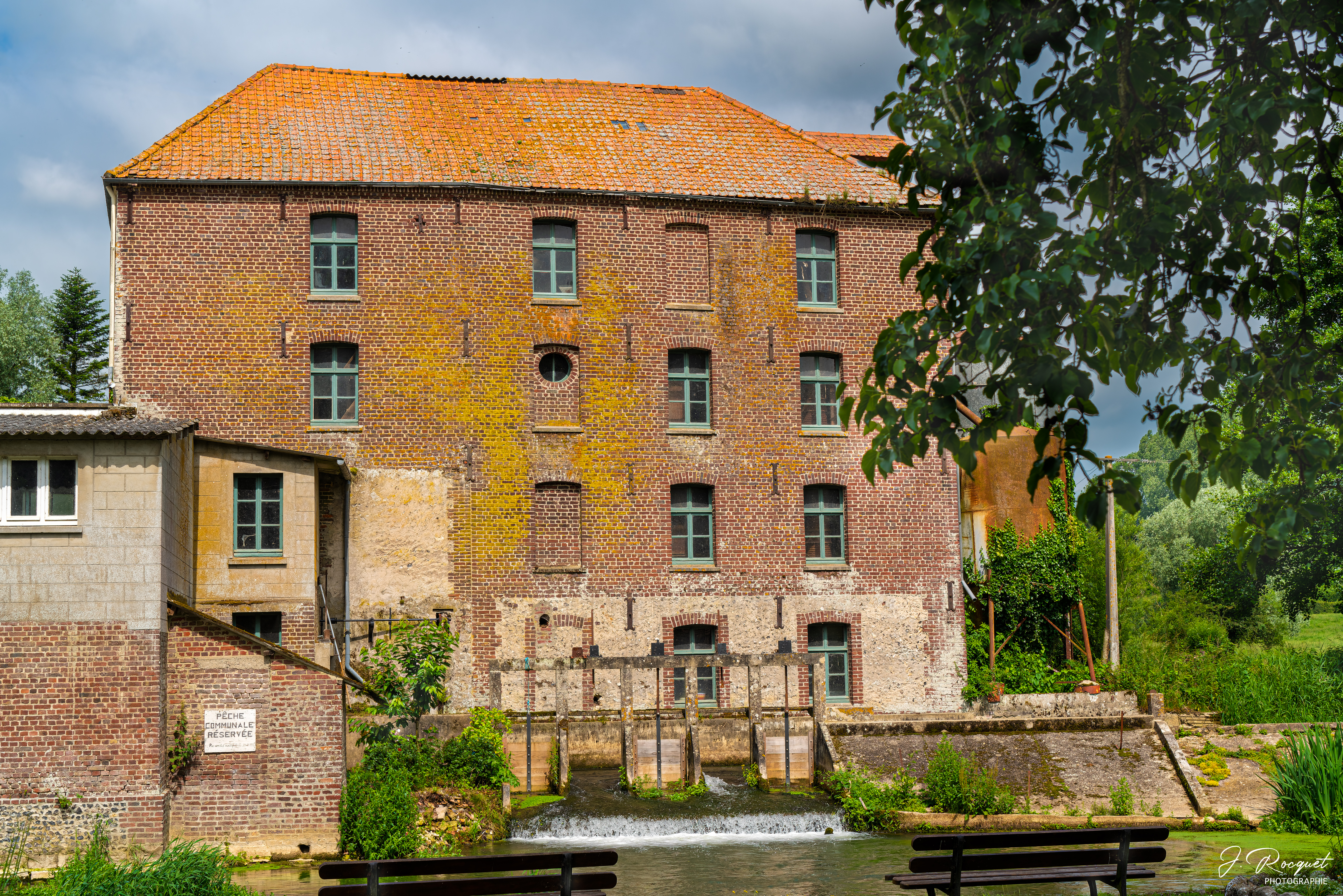
Un moulin sur la Course.

### Héraldique
| Blason de Beussent | Blason  | D'argent à la barre échiquetée d'or et de sable de trois tires. |
| Blason de Beussent | Détails | Inspiré des armes du prieuré du lieu (cf. alias), qui dépendait de l'abbaye de Cluny, mais jamais portées par celui-ci. Création des archives départementales, utilisée par la commune. |
| Blason de Beussent | Alias   | D'argent à la barre écartelée de sable et d'or. Armes du prieuré de Beussent, attribuées par Charles d'Hozier à la fin du XVIIe siècle.                                                 |

## Pour approfondir

#### Bases de données, dictionnaires et encyclopédies
- Ressources relatives à la géographie :   - Insee (communes)
  - Ldh/EHESS/Cassini
- Ressource relative à plusieurs domaines :   - Annuaire du service public français
- Notices d'autorité :   - BnF (données)